# Camilo Korrodi
Ernesto Camilo Korrodi (Leiria, 8 de março de 1905 – Leiria, 7 de janeiro de 1985) foi um arquiteto português.
Filho do arquiteto suíço Ernesto Korrodi (1870–1944), iniciou os estudos de arquitetura na Escola Superior de Belas Artes de Lisboa, mas viria a prossegui-los na Escola de Belas Artes do Porto, que frequentou entre 1925 e 1931. De regresso a Leiria, foi habitar na Vila Hortênsia, projetada pelo pai, com quem viria a fazer parceria no projeto de, entre outras obras, o portal do Parque da Cidade - Jardim Tenente Coronel Jaime Filipe da Fonseca (Leiria, 1930); o Café Imperial (Porto, Avenida dos Aliados, 1935); o Cine-Teatro de Alcobaça (1944) e o Cine-Teatro de Castelo de Vide, atual Cine-Teatro Mouzinho da Silveira (década de 1940). Em 1931 participou na I Exposição dos Arquitectos do Norte, no Palácio da Bolsa, onde apresentou diversos projetos, em parceria com o pai e com o arquiteto seu amigo Ricardo Spratley. Depois da morte do pai (1944), retomou sozinho o ateliê, até meados dos anos 1960, altura em que se associou ao arquiteto Célio Cantante. Nos projetos que concebeu sozinho encontra-se vasta obra na cidade de Leiria, como o Edifício Álvaro Salgueiro Órfão; a Garagem Ford, com residências para trabalhadores; a Casa dos Magistrados (1956); a Casa Sarreira Pena, na Avenida Marquês de Pombal; o Edifício Rocha Marques (1950), na Rua Dr. José Jardim. Fora do concelho é autor da Garagem Capristanos (1949), em Caldas da Rainha, e das gares rodoviárias da Nazaré e de Alcobaça. Paralelamente, ensinou na Escola Industrial e Comercial de Leiria e exerceu a função de arquiteto na Câmara Municipal de Leiria.